# Mellersta Transdanubien

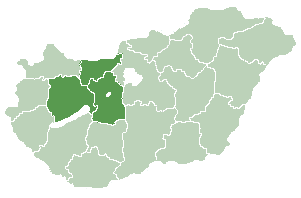
Mellersta Transdanubien i Ungern.

Mellersta Transdanubien (ungerska: Közép-Dunántúl) är en statistisk region (NUTS 2) i nordvästra Ungern. Namnet kommer från det historiska landskapet Transdanubien. Namnet Dunántúl betyder ungefär bortom Donau, vilket pekar på att regionen ligger väster om floden. Regionhuvudstaden är Székesfehérvár. Regionen består av provinserna Komárom-Esztergom, Fejér samt Veszprém. Området genomkorsas av de Transdanubiska bergen.